# Lyonia macrophylla
Lyonia macrophylla är en ljungväxtart som först beskrevs av Britt., och fick sitt nu gällande namn av Ekm. och Urb. Lyonia macrophylla ingår i släktet Lyonia och familjen ljungväxter. Inga underarter finns listade i Catalogue of Life.